# Alterssexualität
Alterssexualität ist das Ausleben von Sexualität und das sexuelle Empfinden von Menschen im Alter. Gerade in Bezug auf die Zielgruppe alter Menschen wird ein breites Begriffsverständnis von Sexualität gefordert, welches über Geschlechtsverkehr hinausgeht und andere sexuelle Aktivitäten, wie Masturbation oder den Austausch von Zärtlichkeit, mitberücksichtigt.

## Überblick
Wichtigen Einfluss auf Alterssexualität haben die gesellschaftliche Tabuisierung der Geschlechtlichkeit älterer Menschen, die Veränderung ihres körperlichen Erscheinungsbildes, einige typische Beeinträchtigungen sexueller Funktionen, aber auch demographische Faktoren und die individuellen Lebensumstände.
Im höheren Lebensalter nimmt – insgesamt betrachtet – die Häufigkeit sexueller Kontakte im Durchschnitt kontinuierlich ab, während ältere Menschen zunehmend Wert auf eine erfüllende und für beide Partner psychisch und sexuell befriedigende Gestaltung des gesamten Zusammenlebens legen. Dies schließt jedoch nicht aus, dass auch Menschen in höherem Alter in ihren sexuellen Präferenzen keine Veränderung wahrnehmen.

### Altersbegriff
Altersbedingte Veränderungen der Sexualität beginnen bereits um das 40. Lebensjahr. Die meisten Frauen erleben im darauf folgenden Lebensjahrzehnt hormonelle Veränderungen, die das Klimakterium (Wechseljahre) einleiten. Bei einigen Männern tritt in dieser Zeit ein als Midlife Crisis bezeichneter Einschnitt in der psychosozialen Altersentwicklung auf, der auf psychischen Veränderungen, geänderten Lebensumständen und der Erfüllung von Reproduktionsaufgaben basiert. In psychologischer Hinsicht spricht man daher von Alterssexualität meist als von der Zeit nach diesen Veränderungen und datiert den Übergang vom mittleren zum späten Erwachsenenalter, je nach individuellen Lebensumständen, auf einen Zeitraum zwischen dem 45. und 55. Lebensjahr.
Da Alter jedoch überwiegend sozial definiert ist und individuell sehr verschieden wahrgenommen wird, spricht man von Alterssexualität in der Regel erst ab einem deutlich höheren Alter als dem 60. Lebensjahr.
Die wissenschaftliche Altersforschung (Gerontologie) und die medizinische Altersheilkunde (Geriatrie) beziehen sich in der Regel auf Menschen, die sich im „Rentenalter“ befinden, also überwiegend das 65. Lebensjahr überschritten haben, wobei hier oft nochmals zwischen „jungen Alten“ und „alten Alten“ sowie „Hochbetagten“ unterschieden wird, deren Sexualität entsprechend ihrem Alter weiteren Veränderungen unterliegen kann.

### Statistische Daten
Entgegen der überwiegend von Jüngeren gehegten Vorstellung, dass mit dem Alter die Sexualität stark nachlasse und keine sexuellen Bedürfnisse mehr existieren, haben verschiedene statistische Befragungen ergeben, dass das Verlangen nach Sexualität und der Befriedigung sexueller Wünsche bis in ein hohes Alter ausgelebt wird. Laut einer jüngeren Untersuchung waren in der Altersgruppe der 51- bis 60-Jährigen von der Gruppe der in einer Partnerschaft lebenden Männer noch 89 Prozent sexuell aktiv, die in Partnerschaften lebenden Frauen zu 85,6 Prozent. Die sexuelle Aktivität nimmt im Lauf der Jahre ab, in der Gruppe der über 80-Jährigen üben noch 30,8 Prozent der in einer Beziehung lebenden Männer ihre Sexualität aus, während noch 25 Prozent der Frauen innerhalb einer Beziehung sexuell aktiv sind.
Maßgeblich unterscheidet sich hiervon die Aktivität der nicht in einer Partnerschaft lebenden Menschen: 55,3 Prozent der Männer und 25,3 Prozent der Frauen zwischen 51 und 60 waren sexuell aktiv, der Anteil der sexuell Aktiven sinkt im Alter über 80 auf 7,1 Prozent der Männer – bei Frauen über 80 war kein nachweisbarer Anteil mehr vorhanden. Amerikanische Studien kommen zu ähnlichen Ergebnissen, wobei die Frage, ob der ältere Mensch in einer Beziehung lebt, ebenfalls zu signifikanten Unterschieden bei der Häufigkeit sexueller Kontakte führt. Bei einer Befragung gab etwa die Hälfte der sexuell aktiven Befragten an, mindestens unter einer störenden sexuellen Einschränkung zu leiden. Am häufigsten vertreten waren bei Frauen ein vermindertes sexuelles Verlangen (43 %), eine trockene Scheide (39 %) und die Unfähigkeit einen Orgasmus zu erreichen (34 %). In der Gruppe der Männer wirkte sich die erektile Dysfunktion (37 %) am stärksten behindernd auf das Sexualleben aus, wobei 14 Prozent angaben, ihre sexuelle Funktion mit Medikamenten oder anderen Mitteln zu unterstützen.

### Demographische Einflussfaktoren
Nach den Untersuchungen von Klaiberg, Bucher und Brähler ergab sich ein enger Zusammenhang zwischen der demographischen Entwicklung und der statistischen Häufigkeit sexueller Aktivität. Begründet wird dies vor allem dadurch, dass insbesondere ältere Frauen ihre Sexualität vorzugsweise in einer Partnerschaft ausleben. Aufgrund der höheren Lebenserwartung von Frauen und dem in vielen europäischen Ländern durch die Weltkriege entstandenen demographischen Einschnitt ist der Prozentsatz der Witwen in diesen Altersgruppen erhöht. Diese suchen häufig nicht nach einer neuen Partnerschaft und stellen ihre paarbezogenen sexuellen Aktivitäten ein.

## Individualperspektive

### Sexuelles Lustempfinden
Mit zunehmendem Alter verändert sich die Rolle der Sexualität, die eigentliche Fortpflanzungsfunktion verliert nach dem Klimakterium ihre Bedeutung, und Sexualität ist nicht mehr zwangsläufig auf den Geschlechtsverkehr als zentralen Akt sexuellen Lustempfindens ausgerichtet. Je nach persönlicher Veranlagung bleiben Erotik und Lust jedoch ein wichtiger Bestandteil des Lebens. Menschen, die aufgrund ihrer Erziehung oder ihres individuellen Bedürfnisses nach sexuellem Kontakt als jüngere Menschen sexuell nicht sehr häufig oder ungern Sexualverkehr hatten, werden dies im Alter eher nicht verändern, während sexuell sehr aktive Menschen diese Aktivität bis ins hohe Alter hinein erhalten können. Zärtlichkeit, Bindung und Nähe werden für viele ältere Menschen wichtiger. Teilweise verändern sich die bevorzugten Praktiken und Stellungen, meist als Folge einer Anpassung an eine geänderte körperliche Verfassung, oder weil das Lustempfinden sich verändert, beispielsweise durch eine empfindlichere Haut im Vaginalbereich oder eine notwendige direktere Stimulation im Zusammenhang mit erektiler Dysfunktion.
Wesentliche Grundlage für eine erfüllte sexuelle Beziehung ist nach Studien eine vertraute, vertrauende und intime Beziehung, in der körperliche Veränderungen und eventuelle Einschränkungen nicht als Behinderung, sondern als Option für eine neue, dem Alter und dem Erfahrungshorizont angepassten Möglichkeit des Ausdrucks von Zärtlichkeit, körperlicher und emotionaler Nähe verstanden wird. Ein gesundes Selbstbewusstsein und die Fähigkeit, mit der eigenen, sich verändernden Ästhetik umzugehen, hat ebenfalls eine wesentliche Bedeutung für einen schamfreien und entspannten Umgang mit der eigenen Sexualität.
Amerikanische Sexualwissenschaftler stellten 2007 in Befragungen fest, dass auch das Erreichen sexueller Erfüllung über Masturbation im letzten Lebensdrittel für viele Menschen eine wichtige Rolle spielt. Etwa die Hälfte aller Männer und ein knappes Viertel aller Frauen gaben an, sich selbst zu befriedigen. Hierbei wurde deutlich, dass sich dabei die Zahlen zwischen Alleinstehenden und in festen Partnerschaften lebenden Menschen nur unwesentlich unterschieden; dies also in allen Lebensformen als Teil der Sexualität empfunden wurde. In Partnerschaften masturbierten 52 Prozent der Männer und 25 Prozent der Frauen, ähnliche Zahlen ergaben sich für allein lebende Männer (55 %) und Frauen (23 %).

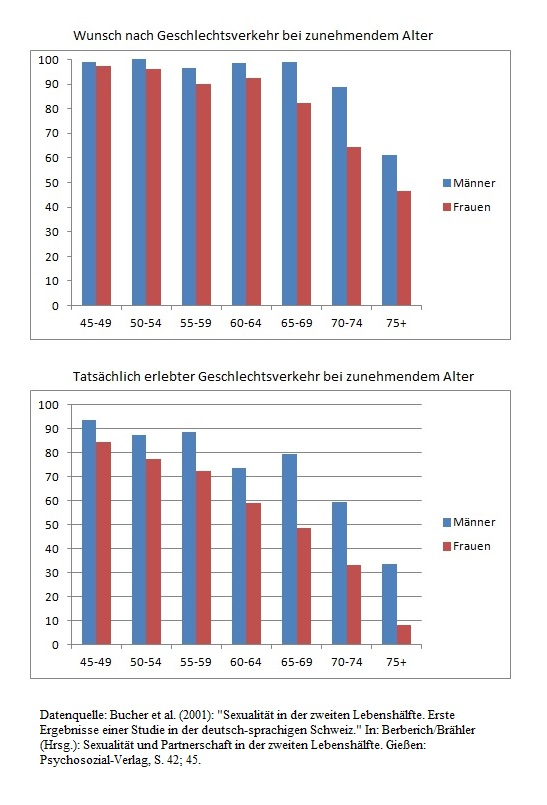
Vergleich zwischen gewünschter und tatsächlich erlebter sexueller Aktivität in Bezug auf Geschlechtsverkehr

### Alterstypische Beeinträchtigungen sexueller Funktionen
Das Bedürfnis nach sexuellen Kontakten richtet sich in allen Altersgruppen nach individuellen Vorlieben und der persönlichen Neigung. Dabei verändert sich die Sexualität im Laufe des Lebens, möglicherweise hin zu einer eher auf Nähe und Zärtlichkeit ausgerichteten Form des sexuellen Kontakts, der nicht zwingend den Geschlechtsverkehr zum Inhalt hat. Körperliche Veränderungen, die mit dem Altern einhergehen, sind überwiegend hormonell bedingt. Insbesondere der Abfall des Oestrogenspiegels kann bei Frauen zu einer veränderten Libido, einer anderen Empfindsamkeit und Veränderung der Sekretmenge in der Vagina führen. Bei Männern verursacht der Abfall des Testosteronspiegels und die Herabregulation der Hormonrezeptoren, der etwa ein Drittel der 60-jährigen und mehr als 80 Prozent der über 80-jährigen Männer betrifft, eine weniger starke und dauerhafte Erektion und macht häufig eine direktere sexuelle Stimulation notwendig. Weitere mögliche Beeinträchtigungen sind:
- Verändertes sexuelles Verlangen: Neben klar zuordenbaren körperlichen Ursachen können auch verschiedene andere Gründe zu einer Verminderung des sexuellen Verlangens führen. Beispielsweise können moralische Vorstellungen, Scham über das veränderte Körperbild, aber auch psychische Ursachen wie eine Altersdepression die sexuelle Appetenz verändern. Ein weiterer Aspekt können veränderte Lebensumstände darstellen, zum Beispiel kann sich das Ausleben der Sexualität nach dem Umzug in ein Pflegeheim schwierig gestalten, oder demente Veränderungen des Partners führen zu einem Abflauen der Lust auf geschlechtlichen Kontakt.
- Erregungsstörungen: Als Erregungsstörung werden Funktionseinschränkungen bezeichnet, die sich auf die weibliche Sexualität beziehen und sich häufig bereits nach den Wechseljahren in Form einer während der sexuellen Erregung trockeneren und engeren Scheide bemerkbar machen (vaginale Atrophie). Eine weitere Ursache können auch die Behandlung verschiedener Krebsarten darstellen, bei denen eine Bestrahlung des Bauchraumes zu ähnlichen Veränderungen führt. Dadurch kann der Geschlechtsverkehr als unangenehm oder schmerzhaft empfunden werden. Das Verwenden von Gleitmitteln kann solche Beschwerden weitgehend beheben oder lindern.
- Erektionsstörungen: Die bedeutendste Funktionsstörung des Mannes bezieht sich auf die Erektion und wird auch als erektile Dysfunktion bezeichnet. Altersbedingt, aber auch durch Medikamente, Erkrankungen wie Diabetes und Bluthochdruck oder als Folge des Rauchens, kommt es zu einer Verengung der Blutgefäße im Penis, wodurch dieser nicht mehr die für eine stabile Erektion notwendige Blutmenge erhält. Neben weiteren Ursachen, wie beispielsweise Versagensängsten, können Tumore oder die Folgen einer in diesem Bereich stattgefundenen Operation sein. Behandelbar sind diese Störungen je nach ihrer Entstehung beispielsweise mit Medikamenten wie PDE-5-Hemmern oder Apomorphin, einer Schwellkörper-Auto-Injektionstherapie oder der urethralen Gabe von Prostaglandin. Es kann auch als physikalisches Hilfsmittel ein Penisring zur Verstärkung oder Verlängerung der Erektion eingesetzt werden.
- Schmerzen beim sexuellen Verkehr: Neben den durch körperliche Erkrankungen bei bestimmten Bewegungen verursachten Schmerzen, beispielsweise durch eine Hüftgelenksarthrose, können auch Operationen wie die Entfernung der Gebärmutter, Krebserkrankungen im Bereich des Enddarmes oder der Prostata oder bereits die Angst vor eintretenden Schmerzen die Sexualität stören. Diese Schmerzen sind bei Frauen in allen Lebensaltern als Dyspareunie bezeichnet und lassen sich je nach ihrer Ursache durch den Einsatz anderer Sexstellungen oder unter Umständen auch mit Hilfe einer Schmerztherapie beseitigen.
- Inkontinenz: Mit zunehmendem Alter kann sowohl bei Männern als auch bei Frauen Harn- und Stuhlinkontinenz auftreten. Diese stört zwar nicht direkt die sexuelle Funktion, ist aber für viele Menschen mit Peinlichkeit und Scham behaftet, weswegen sie auf sexuelle Kontakte verzichten. Ob eine Behandlung der Inkontinenz als Ursache einer sexuellen Funktionsstörung möglich ist, variiert.
- Nebenwirkungen von Medikamenten: Mit zunehmendem Alter treten verschiedene Krankheiten häufiger auf, die eine zeitweilige oder dauerhafte medikamentöse Behandlung notwendig machen. Manche dieser Medikamente beeinflussen die sexuelle Empfindsamkeit oder die sexuelle Aktivität nachhaltig, zu diesen gehören beispielsweise Psychopharmaka und blutdrucksenkende Medikamente.

## Gesellschaftsperspektive

### Gesellschaftliche Tabuisierung
Älteren Menschen werden in einer auf Jugend und ästhetische Körperlichkeit ausgerichteten Gesellschaft, wie sie vor allem in den Industrienationen vorherrscht, häufig Sexualität, Verlangen und Lust weitgehend abgesprochen. Das Bild des Alterns hebt vielmehr zunehmende Asexualität hervor. Negative Vorstellungen und Vorurteile über Sexualität im Alter haben kulturhistorisch tiefe Wurzeln. Schon Cicero nennt es „das schönste Lob des hohen Alters“, nach keinerlei Sinnenlust zu verlangen. Ältere Menschen passen sich in ihrem Verhalten diesen negativen Stereotypen oft an.
Vielfach entspricht das Bild der sexuell aktiven Frau nach den Wechseljahren nicht den Moralvorstellungen der Gesellschaft, während älteren, allgemein aktiven Männern durchaus eine rege Sexualität zugebilligt wird, die sich beispielsweise in der Zeugung von Kindern auch im hohen Alter niederschlägt. Diese Vorstellung ist insbesondere für verwitwete Frauen auch ein Teil ihrer eigenen durch die Erziehung geprägten Haltung zur Sexualität. Manche Frauen sind zum Teil auch wegen ihres eigenen Weltbildes nicht in der Lage, offen und mit sexueller Absicht eine neue Beziehung einzugehen oder möchten andere Menschen, beispielsweise ihre Kinder, nicht durch das Ausdrücken ihrer Sexualität bedrängen. Vorurteile und Gründe, die Frauen in ihrer Sexualität einschränken, liegen beispielsweise in der Scham, sexuelle Wünsche verbal zu äußern. Auch den eigenen Körper nicht als sexuell attraktiv oder als nicht gängigen Schönheitsidealen entsprechend zu empfinden, kann ein Problem darstellen. Eine Veränderung dieser gesellschaftlichen Stereotypen wird mit dem Nachrücken der in weitgehender sexueller Freizügigkeit aufgewachsenen Generationen erwartet. Wobei bereits eine tendenzielle Lockerung stereotyper Einstellungen hinsichtlich der Alterssexualität zu verzeichnen ist.

### Sexualität im Pflegeumfeld
Lange Zeit war und ist es auch heute noch üblich, dass in Pflegeheimen lebenden älteren Menschen das Ausleben einer normalen Sexualität abgesprochen oder durch restriktive Heimordnungen untersagt wird. So ist es in etlichen Altenheimen Usus, gegenseitige Besuche von Männern und Frauen auf ihren Zimmern zu untersagen, um damit Situationen zu verhindern, in denen eine intime Beziehung gelebt werden kann. Häufig sind Pflegekräfte nicht dafür geschult, mit Fragen zur Sexualität oder zur eventuellen Unterstützung mit Hilfsmitteln umzugehen; die eigenen Moralvorstellungen, eigene Probleme mit der Sexualität, eventuell Ekel und Unverständnis überlagern oft einen möglichen toleranten und offenen Umgang mit der Sexualität der Patienten oder Bewohner. Schulungen und Weiterbildungen sollen speziell im Bereich der geriatrischen und gerontopsychiatrischen Pflege ein neues Verständnis für die Alterssexualität schaffen, um den Umgang mit kritischen oder übergrifflichen Situationen in diesem Zusammenhang zu verändern, da dieser Aspekt des menschlichen Bedürfnisses nach Nähe und Intimität pflegerisch in den letzten Jahren vielfach anders gewertet und gewichtet wird, als in den vorangegangenen Jahrzehnten. Teils gelangen Situationen in die Medien und führen zu Initiativen, die ein Zusammenleben von Alten gesetzlich verankern wollen.

## Kritik zur Begriffsverwendung
Der Begriff Alterssexualität ist in der Literatur nicht unumstritten. Kritiker sehen darin eine Abwertung und Stigmatisierung der Sexualität im Alter, weil der Begriff eine gezielte Abgrenzung des Sexuallebens älterer Menschen im Vergleich zu anderen Altersgruppen nahelegt. Im Zuge dessen wird die Vorstellung forciert, dass Sexualität mit zunehmendem Alter zwingend anders beziehungsweise unausweichlich besser oder schlechter wird. Gerade die unterschiedlichen sexuellen Biographien älterer Menschen machen es jedoch erforderlich, dass nicht von der Alterssexualität gesprochen wird.